# Club Atlético Atenas
Le Club Atlético Atenas est un club uruguayen de football basé à San Carlos (Maldonado). 

## Historique
- 1928 : fondation du club

## Identité visuelle

### Logo

Évolution du logo
Logo de [Quand ?] à [Quand ?].
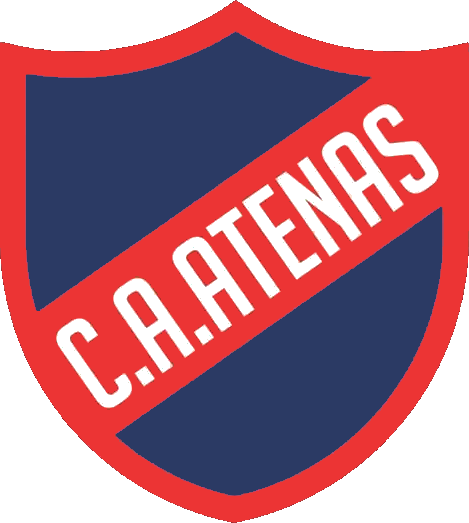
Logo depuis [Quand ?].